# Kammerwoog

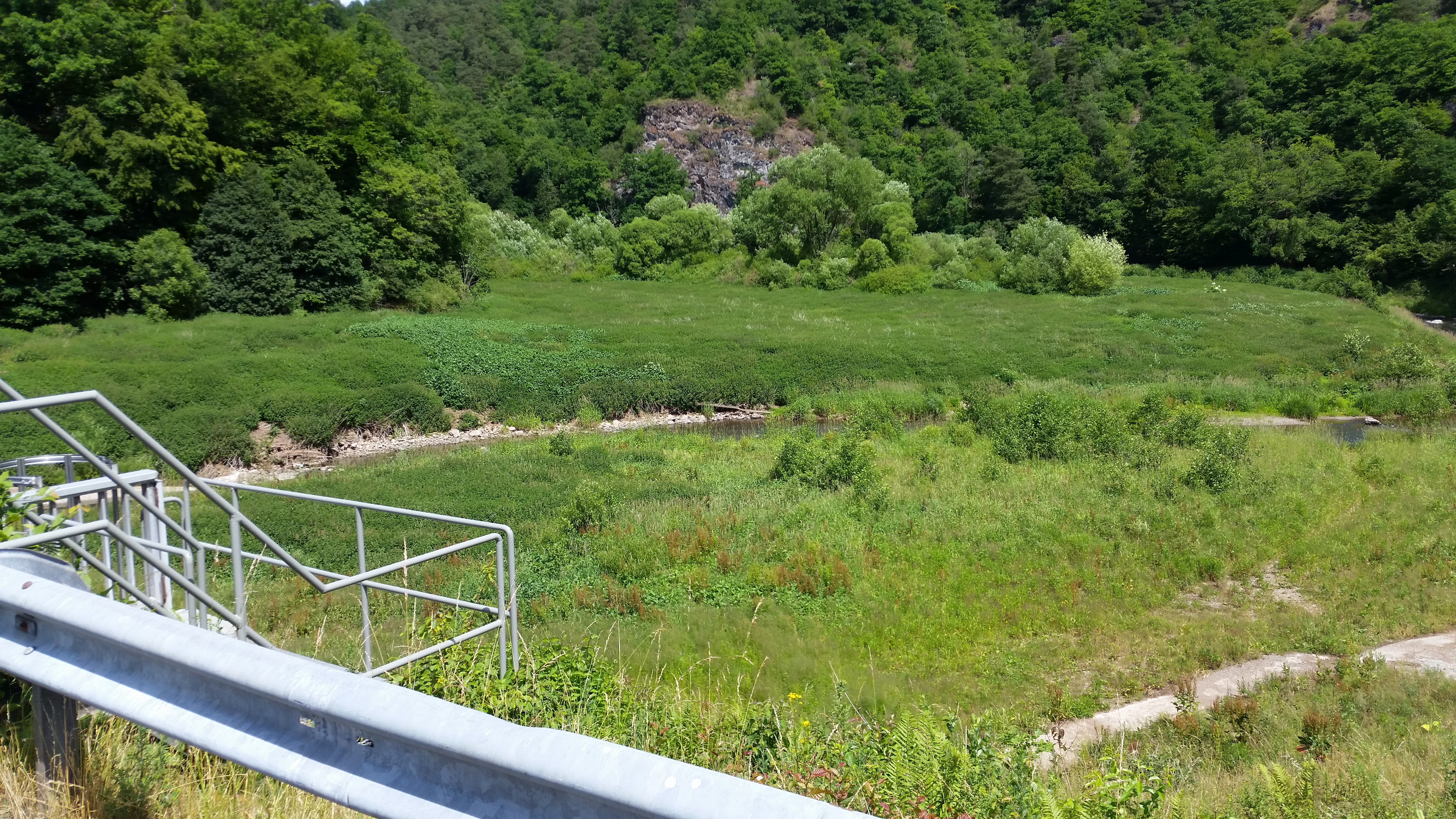
Stau Kammerwoog bei offenem Wehr

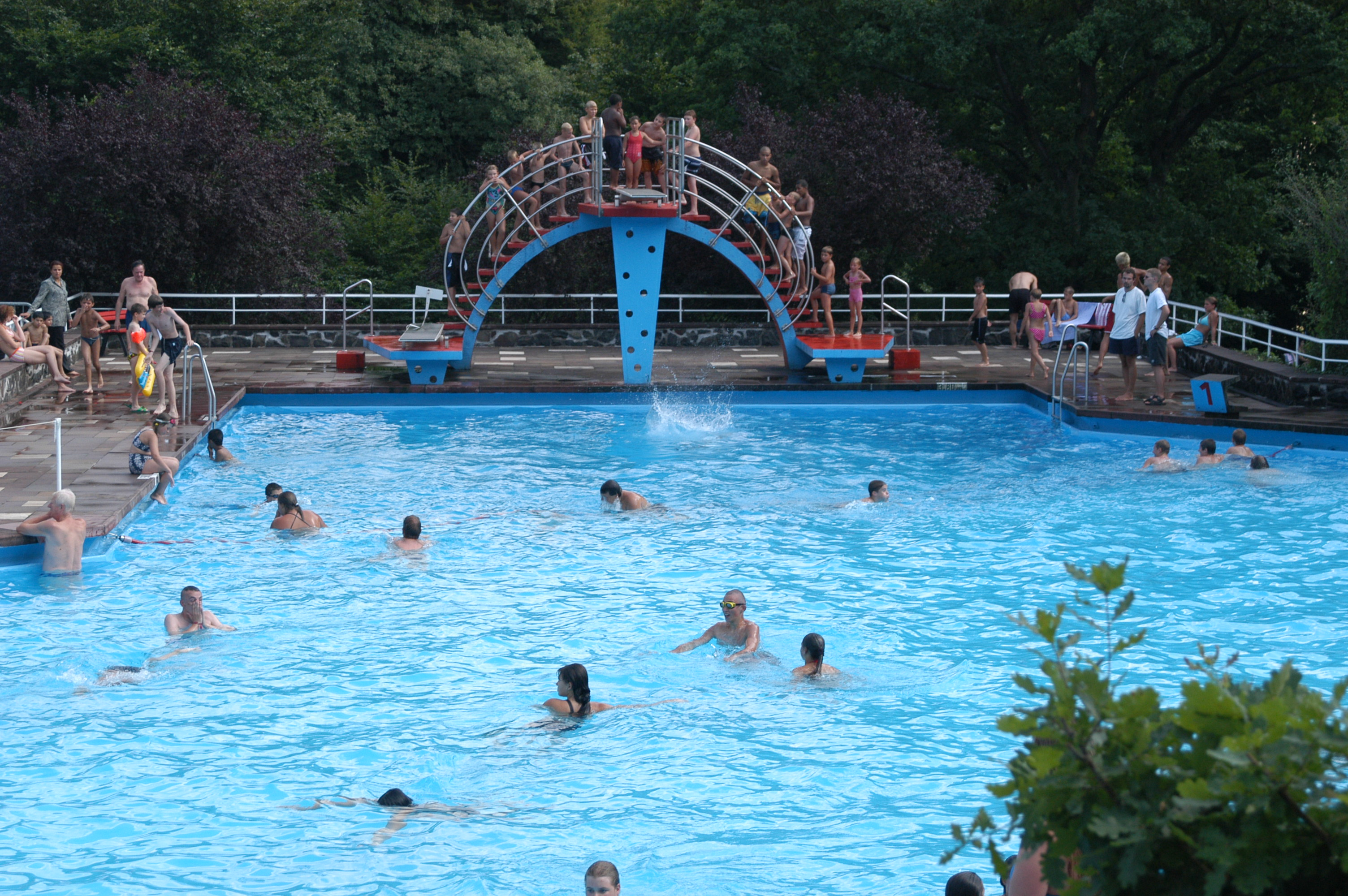
Freibad Kammerwoog

Als Kammerwoog wird im Ortsteil Oberstein der Stadt Idar-Oberstein ein Teil der Nahe mit ihren Uferbereichen bezeichnet; flussabwärts von der gleichnamigen Staustufe bis kurz vor der Naheüberbauung.
Woog ist die Bezeichnung für ein stehendes Gewässer; die Nahe floss nach einer Flussschleife hier langsam. Durch die Errichtung der Staumauer mit Eisrechen entstand der Stausee Kammerwoog.
Mit dem Namen Kammerwoog wurde auch das Freibad am Kammerwoog bezeichnet. Vor geraumer Zeit wurde entschieden, nur noch ein Schwimmbad in Idar-Oberstein zu betreiben. Die Auswahl fiel auf das Schwimmbad in Tiefenstein, das sodann auch als Natur-Heilbad umgebaut wurde. Das Kammerwoog-Schwimmbad wurde 2004 geschlossen und verfällt seitdem. Das aufgegebene Gelände ist mittlerweile zu einem beliebten Lost Place Motiv geworden (Ruinen-Fotografie).
Koordinaten: 49° 42′ 2,5″ N, 7° 18′ 44,2″ O